# Brioix

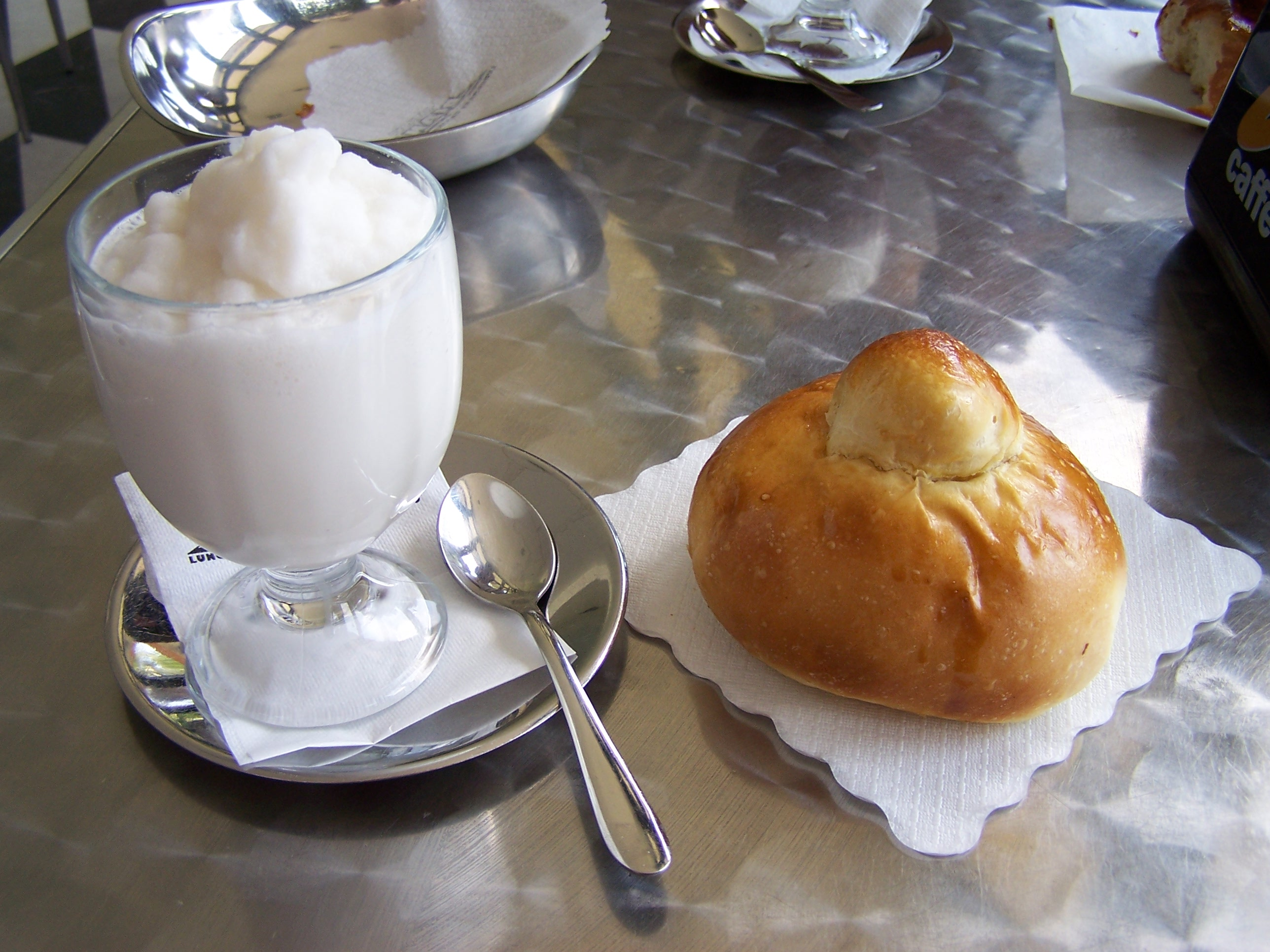
El brioix (a la dreta) és excel·lent com a àpat lleuger i per acompanyar begudes dolces

Un brioix (del francès brioche; pronunciat [bri'ɔʃ]) o pa de llet (més rarament) és un pa de pasta lleugera moderadament dolça.

## Recepta original i origen
El brioix és un producte de pastisseria que generalment també es ven a les fleques. Els ingredients són farina de blat refinada, ou, mantega, sucre blanc refinat, llet, llevat i sal. És més esponjós i tou que el pa i l'interior és un xic més groguenc.
Juntament amb el croissant és un dels productes estel·lars de la cuina francesa. Sembla que el brioix prové d'una recepta original normanda, tot i que aquest origen roman controvertit.

## Gastronomia
Es pot menjar sol però és ideal per acompanyar begudes com cafè, te, xocolata, llet freda, batuts o granissats.
També és molt bo el brioix amb entrepà amb mantega i pernil dolç o amb una llesqueta de formatge lleuger.

## Brioixeria
A part del brioix original senzill hi ha moltes varietats de brioixos o productes de brioixeria. Cal esmentar els brioixos de diverses talles preparats amb ametlles, fruits secs o farcits amb xocolata o altres ingredients. Hi ha també brioxos perfumats amb flor de taronjer, comí de prat o anís.
Molts d'aquests productes es comercialitzen ja empaquetats als supermercats i porten additius i conservants.

## Aspectes culturals
Hi ha una cita apòcrifa de Maria Antonieta d'Àustria, reina de França (1755-1793), que es menciona sovint per tal d'il·lustrar la insensibilitat de l'antiga aristocràcia francesa davant de les penúries que patia el poble. Quan hom va explicar a la reina que els camperols no tenien pa, va respondre: Qu'ils mangent de la brioche.